# Вежхово (Поморське воєводство)
Вежхово (пол. Wierzchowo, нім. Firchau) — село в Польщі, у гміні Члухув Члуховського повіту Поморського воєводства.
Населення — 349 осіб (2011).

## Демографія
Демографічна структура станом на 31 березня 2011 року:
|          | Загалом | Допрацездатний вік | Працездатний вік | Постпрацездатний вік |
| -------- | ------- | ------------------ | ---------------- | -------------------- |
| Чоловіки | 184     | 40                 | 129              | 15                   |
| Жінки    | 165     | 38                 | 99               | 28                   |
| Разом    | 349     | 78                 | 228              | 43                   |